# Seychellois (Katze)
Die Seychellois auch als Seychellois Shorthair oder Seychellen-Katze bekannt ist eine mittelgroße Kurzhaar-Rassekatze, welche nur vom Fédération Internationale Féline und Governing Council of the Cat Fancy voll anerkannt wird. Von der Cat Fanciers’ Association, World Association of Cat Clubs liegen noch keine Bewertungen vor.

## Geschichte
Die Anfänge der planmäßigen Zucht dieser Katzenrasse liegen im Vereinigten Königreich, wo sie ab 1960 begann. Diese Katzenrasse entstammt einem Seitenzweig einer Zuchtlinie von Orientalischen Kurzhaarkatzen, welche in den Farbschlägen Red-, Tortie-, Tabby- oder Lynx-Point vorlagen. Die CFA führt diese Rasse als Orientalisch Kurzhaar in den Farbschlägen Einfarbige, Shaded, Smoke, Tabbies, Vielfarbige. Bei der GCCF liegen dazu noch keine Einstufungen vor.

## Aussehen
Diese Rasse ist heutzutage in den Farbschlägen: Schwarz, Weiß, Blau, Havanna, Lilac, Caramel, Fawn, Rot, Creme Smoke, Shaded, Tabby, Tipped anerkannt. Der Körper ist langgestreckt, muskulös. Die Kopfform der Seychellois ist keilförmig von der Nase in Richtung der Ohren und ähnelt ansonsten dem der Siamkatze. Sie besitzt kein Kernen am Ansatz der Schnurrhaare. Das Kinn ist spitz. Die mandelförmigen, großen Augen sind leicht zur Nase hin geneigt. Die großen Ohren haben einen breiten Kopfansatz und sind keilförmig. Der übrige muskulöse Körper ist lang und grazil geformt, die Schultern sind nicht breiter als die Hüftpartie. Die Beine sind lang und schmal, die Pfoten klein und oval. Der dünne Schwanz ist sehr lang und läuft zum Ende hin spitz zu.

### Farbschläge
Die Seychellois Neuvième ist fast völlig weiß, nur der Schwanz ist farbig und einige kleinere Stellen am Kopf. Seychellois Huitième ist in allen Farben vertreten, meist sind sie aber weiß, wobei nur der Schwanz, einige Stellen am Kopf und an den Beinen mit Tupfen gefärbt sind. Seychellois Septième hat kaum noch etwas von der weißen Grundfärbung und zeigt sich in allen Farbvarianten der Rasse.

## Gesundheit
Als Fehler gelten schwache Hinterbeine, Mundatmung wegen Nasenverstopfung, abgeknickter Schwanz, Zwergwuchs, weißes Medaillon, ringförmiges, getigertes oder gestreiftes Fell.